# Список фильмов Великобритании 1987 года

## 1987
| Название                     | Режиссёр                       | Актёры                                                                                  | Жанр                       | Также                                                    |
| ---------------------------- | ------------------------------ | --------------------------------------------------------------------------------------- | -------------------------- | -------------------------------------------------------- |
| 1987 год в кино              |                                |                                                                                         |                            |                                                          |
| Ария                         | Роуг, Николас, Чарльз Старридж | Бак Генри, Д’Анджело, Беверли                                                           | Музыка/антология           | Участвовал в Каннском кинофестивале 1987                 |
| Беллмен и Тру                | Лонкрейн, Ричард               | Хилл, Бернард, Киран О'Брайен                                                           | Криминальный               |                                                          |
| Белое зло                    | Рэдфорд, Майкл                 | Скакки, Грета, Дэнс, Чарльз, Экленд, Джосс                                              | Драма                      |                                                          |
| Бизнес как всегда            | Лесли-Ан Баррет                | Джексон, Гленда, Тоу, Джон                                                              | Драма                      |                                                          |
| В ожидании Луны              | Джил Годмилов                  | Линда Бассетт, Jacques Boudet, Линда Хант                                               | Драма                      |                                                          |
| В разгар лета                | Клэр Пепло                     | Биссет, Жаклин, Фокс, Джеймс                                                            | Романтика/комедия          |                                                          |
| Великое воровство            | Шварц, Жанно                   | Хеннер, Мэрилу, Макшейн, Иэн                                                            | Триллер                    |                                                          |
| Восставший из ада            | Баркер, Клайв                  | Эшли Лоренс, Брэдли, Дуглас                                                             | Ужасы                      |                                                          |
| Джейн и потерянный город     | Терри Маркел                   | Кирстен Хьюджз, Адамс, Мод (актриса Швеции)                                             | Комедия                    |                                                          |
| Живот архитектора            | Гринуэй, Питер                 | Деннехи, Брайан, Уэбб, Хлоя                                                             | Драма                      | Участвовал в Каннском кинофестивале 1987                 |
| Закатив глаза                | Кэммелл, Дональд               | Кит, Дэвид, Мориарти, Кэти                                                              | Триллер                    |                                                          |
| Играя в гостях               | Гораций Ов                     | Норман Битон, Роберт Укхарт                                                             | Комедия                    |                                                          |
| Интимные услуги              | Джонс, Терри (актёр)           | Уолтерс, Джули, Ширли Стелфокс, Алек Мак-Коуэн                                          | Комедия                    | По реальной истории Синтии Пайн                          |
| Искры из глаз                | Глен, Джон                     | Далтон, Тимоти, д’Або, Мэриам, Джо Дон Бэйкер, Краббе, Йерун                            | Шпионский/боевик           |                                                          |
| Цельнометаллическая оболочка | Стэнли Кубрик                  | Мэтью Модайн, Р. Ли Эрми, Винсент Д'Онофрио, Адам Болдуин, Дориан Хэрвуд, Арлисс Ховард | Война                      |                                                          |
| Клич свободы                 | Аттенборо, Ричард              | Клайн, Кевин, Вашингтон, Дензел, Тоу, Джон                                              | Биографический             |                                                          |
| Мёртвые                      | Хьюстон, Джон                  | Хьюстон, Анжелика, Донал Маккенн                                                        | Литературная драма         | Последний фильм Джона Хьюстона                           |
| Месяц в деревне              | О’Коннор, Пэт                  | Ферт, Колин, Брана, Кеннет                                                              | Литературная драма         | Участвовал в Каннском кинофестивале 1987                 |
| Морис                        | Айвори, Джеймс (режиссёр)      | Джеймс Уилби, Грант, Хью, Грейвс, Руперт                                                | Литературная драма         | По новелле Форстер, Эдвард Морган                        |
| На Англию прощальный взгляд  | Джармен, Дерек                 | Суинтон, Тильда, Найджел Терри                                                          | Драма                      |                                                          |
| На Чёрной горе               | Эндрю Грив                     | Николя Беддо, Патрик Годфри, Майк Гвиллум                                               | Драма                      |                                                          |
| Навострите ваши уши          | Фрирз, Стивен                  | Олдмен, Гэри, Молина, Альфред, Редгрейв, Ванесса                                        | Биографический             | Участвовал в Каннском кинофестивале 1987                 |
| Надежда и слава              | Бурмен, Джон                   | Себастьян Райс-Эдвардс, Майлз, Сара                                                     | Вторая Мировая война драма |                                                          |
| Одинокая страсть Джудит Херн | Клейтон, Джек                  | Смит, Мэгги, Хоскинс, Боб                                                               | Драма                      |                                                          |
| Отходная молитва             | Ходжес, Майк                   | Рурк, Микки, Нисон, Лиам, Хоскинс, Боб                                                  | Драма                      |                                                          |
| Охота на Снарка              | Майк Бэтт                      | Коннолли, Билли, Долтри, Роджер                                                         | Музыкальный                | Основан на произведении Льюиса Кэрролла                  |
| Памятное путешествие         | Джонсон, Сэнди                 | Генри, Ленни, Ши, Джон                                                                  | Комедия                    |                                                          |
| Порожденный огнем            | Джамил Дехлави                 | Ферт, Питер, Сюзан Кроули                                                               | Научный                    |                                                          |
| Последний император          | Бертолуччи, Бернардо           | Лоун, Джон, Чэнь, Джоан, О’Тул, Питер                                                   | Биографический             | Совместно с Китаем, Францией и Италией                   |
| Прямо в ад                   | Александр Кокс                 | Си Ричардсон, Лав, Кортни, Страммер, Джо                                                | Боевик Комедия             | Совместно с США и Испанией                               |
| Разрыв                       | Кен Мак-Мюллен                 | Джаффри, Саид, Зия Мохиэддин                                                            | Драма                      |                                                          |
| Скрытый город                | Поляков, Стивен                | Дэнс, Чарльз, Грант, Ричард, Патерсон, Билл                                             | Драма                      |                                                          |
| Супермен 4: Борьба за мир    | Сидни Дж. Фьюри                | Рив, Кристофер, Хэкмен, Джин                                                            | Приключения                | Совместно с США                                          |
| Съешь богатых                | Петер Ричардсон                | Ношер Пауэлл, Эл Пиллэй, Найджел Планр, Ричардсон, Миранда                              | Комедия                    |                                                          |
| Сэмми и Рози делают это      | Фрирз, Стивен                  | Капур, Шаши, Франс Барбер                                                               | Драма                      |                                                          |
| Уитнэйл и я                  | Робинсон, Брюс                 | Макганн, Пол, Грант, Ричард, Гриффитс, Ричард                                           | Комедия                    |                                                          |
| Хочу, чтобы ты был здесь     | Дэвид Леланд                   | Ллойд, Эмили, Том Белл                                                                  | Комедия/драма              |                                                          |
| Черинг Кросс Роуд, 84        | Дэвид Хью Джонс                | Энн Бэнкрофт, Хопкинс, Энтони                                                           | Драма                      | Участвовал в Московском международном кинофестивале 1987 |
| Четвёртый протокол           | Джон МакКензи                  | Кейн, Майкл, Броснан, Пирс                                                              | Триллер                    |                                                          |
| Out of Order                 | Джонни Турпи                   | Гэри Вебстер, Наташа Вильямс                                                            | Комедия                    |                                                          |